# Boulton Paul Aircraft
La Boulton Paul Aircraft Limited è stata una azienda aeronautica britannica. Le sue origini risalgono al 1797, nell'attività di una ferramenta di Norwich, diventato nei primi anni del 1900 la Boulton & Paul Ltd . Acquisito l'assetto societario finale nel 1934, costruì pochi aerei propri, dedicandosi in gran parte alla personalizzazione o assemblaggio di modelli di altri. Produsse vari modelli di torrette con mitragliatrici montate su velivoli da combattimento. I suoi modelli di aereo noti sono il caccia atipico Boulton Paul Defiant e l'addestratore Boulton Paul Balliol.

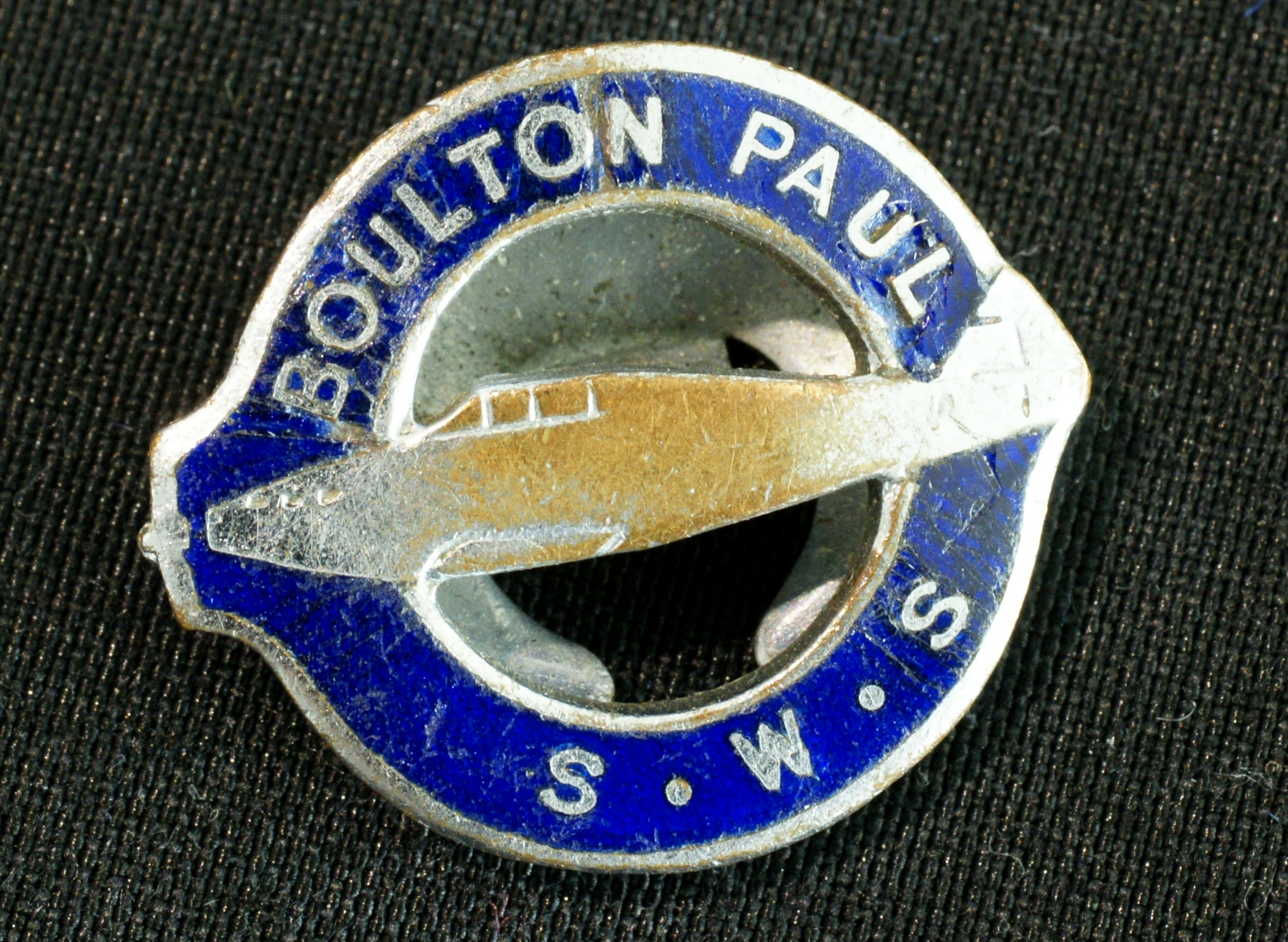
Badge indossato dallo staff della Boulton Paul durante la seconda guerra mondiale.

Terminò l'attività con questo nome nel 1961 quando il marchio venne acquisito dal Dowty Group, proseguendo come Dowty Boulton Paul Ltd e poi Dowty Aerospace. Nel 2007 andò alla GE Aviation Systems e nel 2009 alla Moog Inc.